# Albany Patroons
Albany Patroons fue un equipo de baloncesto que jugó en la Continental Basketball Association (CBA) desde 2005 hasta 2009 (y jugó en la United States Basketball League (USBL) desde 2006 hasta 2007), con sede en Albany, Nueva York.
El pabellón de los Patroons es el Washington Avenue Armory, con capacidad para 3500 espectadores. En 1990, los Patroons se trasladaron al recién construido Times Union Center, por entonces conocido como Knickerbocker Arena. Cuando el equipo se volvió a establecer en 2005, se mudaron a la Armory.

## Historia
Originalmente entró en la CBA como una franquicia en expansión en la temporada 1982-83 y se alzó con el campeonato de liga en 1984 y 1988, derrotando a Wyoming Wildcatters en ambos años.
El entrenador de la NBA Phil Jackson ganó su primer anillo de campeón con los Patroons en 1984. Posteriormente, Jackson ganó 6 campeonatos con Chicago Bulls y 5 con Los Angeles Lakers.
En 1988, los Patroons ganaron un segundo campeonato, esta vez entrenados por Bill Musselman. Musselman más tarde dirigiría a Minnesota Timberwolves, y varios jugadores de los Patroons de la temporada 1987-88, como Scott Brooks, Tod Murphy, Tony Campbell y Sidney Lowe, jugarían en los Timberwolves durante sus primeros años de existencia.
Tres años después, los Patroons firmaron un balance de 50-6 en temporada regular, imbatidos en los 28 partidos de casa y entrenados por George Karl. Futuros NBA como Mario Elie y Vincent Askew formaron parte de aquella plantilla.
Durante el tiempo de los Patroons en la CBA, el equipo logró dos campeonatos de liga y cinco títulos de la División Este. En la temporada 1992-93, los Patroons fueron renombrados a Capital Region Pontiacs, ya que el equipo recibió el patrocinio de los concesionarios de automóviles. Tras la campaña, la franquicia se trasladó a Connecticut, donde jugaron una temporada y media con el nombre de Hartford Hellcats.
Otros destacados entrenadores de baloncesto que dirigieron a los Patroons fueron Bob Thomason, Jerry Krause y Bruce Brown.

### Renacimiento
Tras una década de ausencia, los Patroons se reincorporaron a la CBA como un equipo en expansión en la temporada 2005-06, con su nombre y colores originales, y regresando al viejo Washington Avenue Armory. La ex estrella de la NBA Micheal Ray Richardson, quien jugó en los Patroons en la campaña 1987-88, se convirtió en el entrenador del equipo, mientras que el máximo anotador en la historia de los Patroons, Derrick Rowland, fue nombrado asistente del entrenador. En su primer año de vuelta, los Patroons finalizaron con un récord de 20-28, ocupando la tercera plaza de la Conferencia Este. El equipo logró la clasificación para playoffs, pero cayó en primera ronda. T.J. Thompson lideró a los Patroons y a la liga en anotación con 25.4 puntos por partido, y James Thomas fue el máximo reboteador del equipo. El 25 de abril de 2006, la CBA trasladó sus oficinas a la casa de los Patroons, el Washington Avenue Armory.
En la temporada 2006-07, los Patroons ganó el campeonato de la Conferencia Americana de la CBA y llegó a las Finales de la CBA ante Yakama Sun Kings. Los Patroons perdieron el primer encuentro en el Armory, y cayeron en los dos siguientes partidos. Los Sun Kings se hicieron con su segundo campeonato consecutivo. Tres días después de las Finales, Richardson dejó de ser el entrenador de los Patroons. Richardson, actualmente técnico de Oklahoma Cavalry, fue reemplazado por Vincent Askew.
El 10 de julio de 2007, el exjugador de los Patroons Jamario Moon firmó un contrato de dos años con Toronto Raptors. Moon tuvo una primera gran temporada en la NBA, promediando 8.5 puntos y 6.2 rebotes por partido.

### USBL
El 14 de junio de 2006, los Patroons se marcharon a jugar a la United States Basketball League, sustituyendo a los Pennsylvania ValleyDawgs. Sin embargo, tras dos años y un bajo promedio de asistencia al pabellón, los Patroons dieron por finalizada su participación en la USBL el 19 de junio de 2007.
En julio de 2008 se anunció que los Patroons no jugarían en el Washington Avenue Armory la siguiente temporada. Jim Coyne, mánager general del Armory y comisionado de la Continental Basketball Association, dijo al periódico Albany Times Union que si el equipo no vende 600 abonos de temporada, a finales de julio, el equipo debería trasladarse o desaparecer.

## Trayectoria
| Año     | Liga | Temp. regular        | Playoffs                              |
| ------- | ---- | -------------------- | ------------------------------------- |
| 1982/83 | CBA  | 4º, Este             | No se clasificó                       |
| 1983/84 | CBA  | 2º, Este             | Campeón                               |
| 1984/85 | CBA  | 1º, Este             | Finales División Este                 |
| 1985/86 | CBA  | 4º, Este             | Semifinales División Este             |
| 1986/87 | CBA  | 2º, Este             | Finales División Este                 |
| 1987/88 | CBA  | 1º, Este             | Campeón                               |
| 1988/89 | CBA  | 1º, Este             | Semifinales División Este             |
| 1989/90 | CBA  | 1º, American Eastern | Finales American Conference           |
| 1990/91 | CBA  | 1º, National Eastern | Finales National Conference           |
| 1991/92 | CBA  | 3º, American Eastern | American Conference 1ª Ronda Shootout |
| 1992/93 | CBA  | 2º, American Eastern | No se clasificó                       |
| 2005/06 | CBA  | 3º, Este             | 2º en Round Robin Este                |
| 2006    | USBL | 4º, Este             | Pierde 1ª Ronda                       |
| 2006/07 | CBA  | 1º, American Eastern | Pierde Finales de la CBA              |
| 2007    | USBL | 2º                   | Retirada de la liga                   |
| 2008    | CBA  | 4º, Este             | No se clasificó                       |
| 2009    | CBA  | 2º                   | Pierde Finales de la CBA              |